# BCN Design Week
La Barcelona Design Week, organitzada per BCD Barcelona Centre de Disseny, és un esdeveniment internacional dut a terme a Barcelona anualment, que es dirigeix a empreses, dissenyadors, emprenedors i altres agents de l'àmbit empresarial, la innovació i les indústries creatives.
Des de l'any 2006 aquesta plataforma d'intercanvi de coneixement i experiències entorn del món del disseny atrau anualment a empreses i conferenciants de prestigi internacional, i s'ha convertit en una de les cites més importants del disseny en el panorama internacional. Els ponents i participants poden aprendre, compartir i debatre sobre diverses temàtiques que marquen l'agenda actual del sector disseny i la innovació, com ara la Gestió del Disseny, l'experiència de l'usuari, l'Ecodisseny, entre molts altres.
L'assistència als events ha anat augmentant gradualment, si en 2016 eren 12.000 assistents, en 2018 eren 42.000 i en 2019, 67.000 visitants.